# 黃宏宇
黃宏宇（1524年—1581年），字震祥，號燕石，太醫院醫籍，廣東瓊州府瓊山縣下东岸人，明朝政治人物。

## 生平
十七歲由國子生中式嘉靖十九年（1540年）庚子科順天府鄉試第一百二十五名舉人，年三十六歲中式嘉靖三十八年（1559年）己未科第二甲第七名進士。初授户部主事，督運粮饷，管新大等倉，又管草场，四十一年轉员外郎，四十二年升郎中，四十三年升任武昌府知府，隆慶二年（1568年）正月升四川按察司副使，隆慶五年（1571年）八月升浙江右参政。萬曆七年（1579年）致仕。九年八月一日去世，享年五十八。

## 家族
曾祖黃遂；祖黃通，贈刑部主事；父黃顯，號墩江，湖廣按察司副使；母林氏。具慶下，妻馮氏，弟弘宙；弘憲（貢士）；弘寅；弘賓；弘宸；弘宬；弘寰。